# アデライド・ラビーユ＝ギアール
アデライド・ラビーユ＝ギアール（Adélaïde Labille-Guiard, 1749年4月11日 - 1803年4月24日）は、フランスの肖像画家。
パリに生まれ、細密画・パステル画・油彩をマスターし、1783年にヴィジェ＝ルブランと共に女流画家として初めて王立絵画彫刻アカデミー会員となる。フランス革命時には、革命を擁護する立場を取った。1769年に結婚するも、1777年には別居、1795年正式に離婚した後、1799年に師匠のフランソワ＝アンドレ・ヴァンサンと再婚した。1803年死去。
代表作は『弟子2人といる自画像』（ニューヨーク、メトロポリタン美術館蔵）。

## 作品

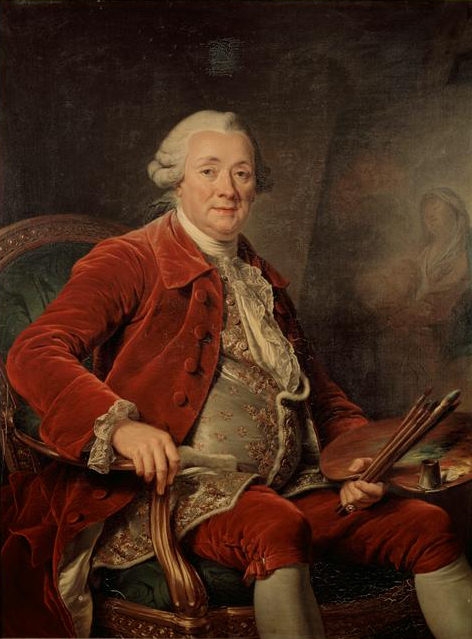
シャルル＝アメデー＝フィリップ・ヴァン・ローの肖像 (1765)
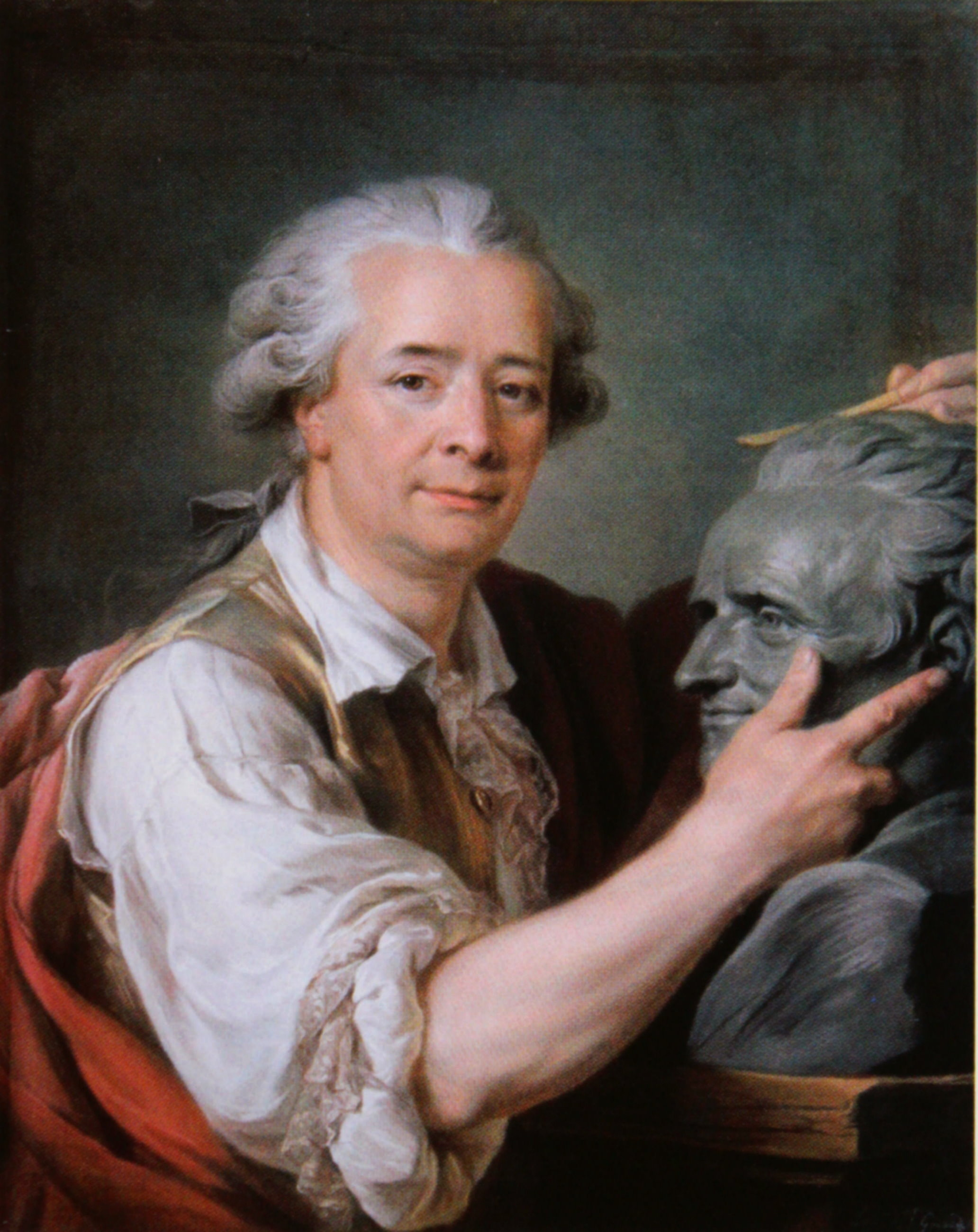
オーギュスタン・パジューの肖像 (1782)
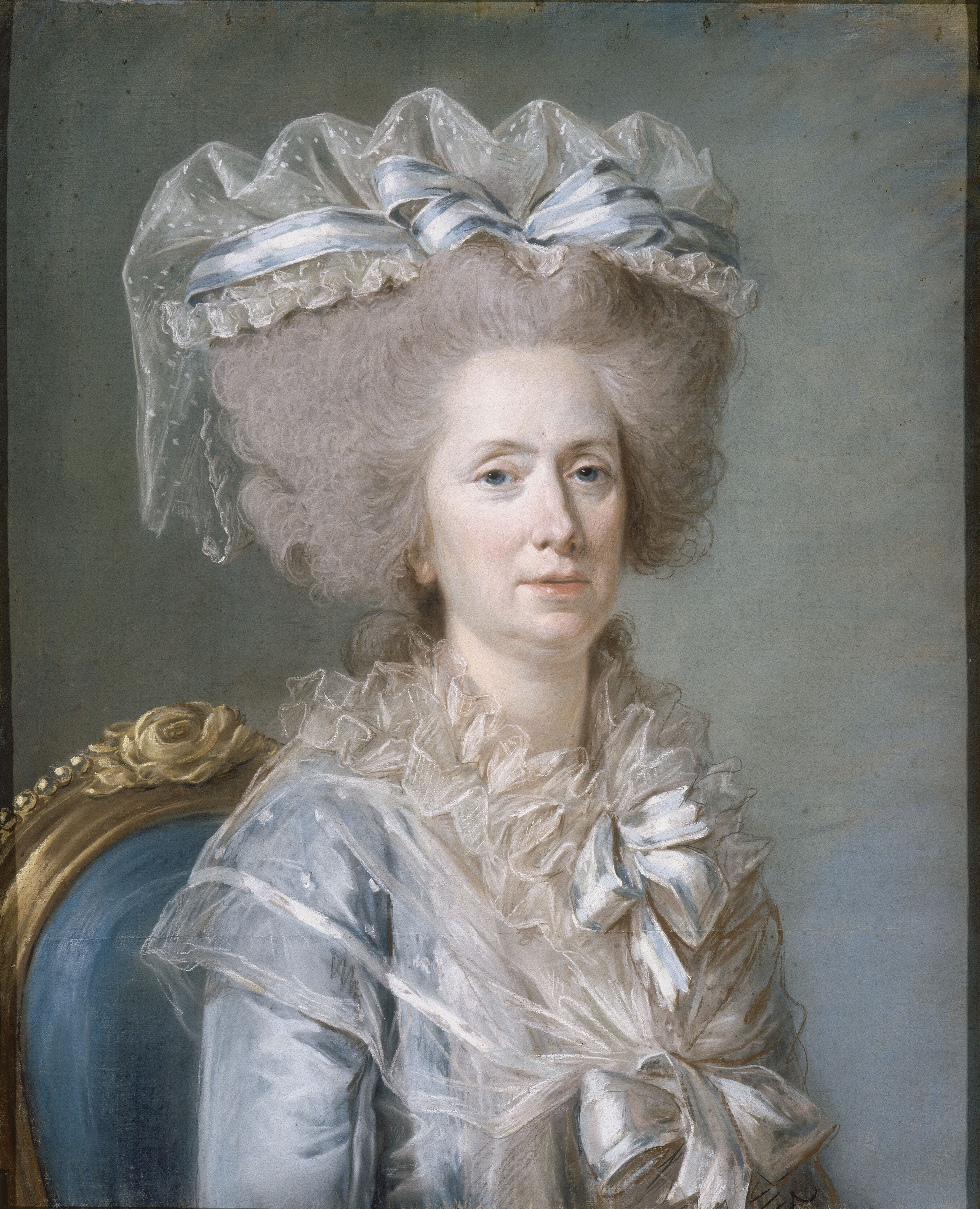
マリー・アデライード・ド・フランスの肖像 (1786/1787)